# Edward Franciszek Cimek

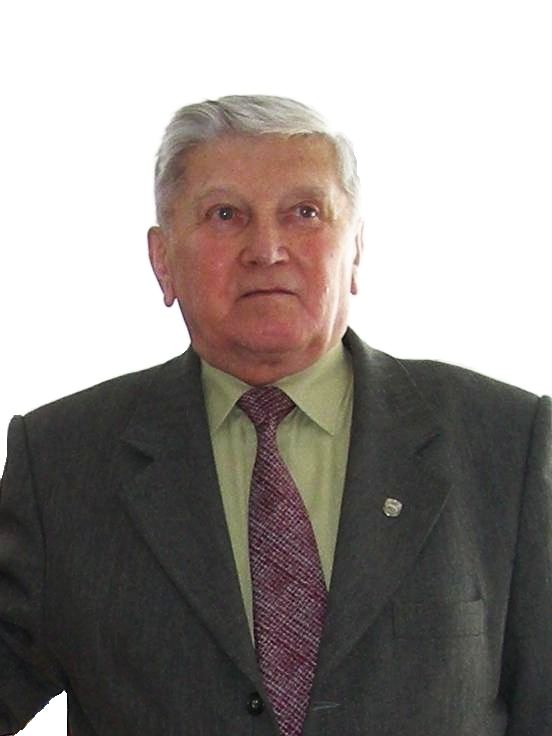
Edward Franciszek Cimek

Edward Franciszek Cimek (ur. 1 grudnia 1934 w Czajkach, zm. 13 sierpnia 2015) – polski pedagog, społecznik, poeta. Współzałożyciel krasnostawskiej grupy literackiej „Słowo”.

## Praca zawodowa
Od dziewiętnastego roku życia poświęcił się pracy nauczycielskiej i społecznej. Uczył w wiejskich szkołach na terenie powiatu krasnostawskiego.
W latach pięćdziesiątych kierował szkołą podstawową w Łanach. Wspólnie z młodzieżą zorganizował amatorski teatr, dzięki któremu pozyskano środki na stworzenie siedmioklasowej szkoły w wyremontowanym budynku. Ze wsi Łany władze oświatowe przeniosły go do Zakrzewa, gdzie czekała na niego budowa nowej szkoły. Tam przez 10 lat, wspólnie z władzami, mieszkańcami i gronem nauczycielskim rozwijał życie oświatowe, kulturalne i społeczne. W latach 1973–1974 pełnił funkcję naczelnika gminy Izbica. Później wrócił do pracy nauczycielskiej.

## Działalność literacka
Debiutował w 1974 na łamach „Zielonego Sztandaru”. W latach 1976–1983 należał do krasnostawskiej grupy literackiej „Słowo”, po czym przeszedł do chełmskiej grupy literackiej „Pryzmaty”. Od 1989 r. należał do Lubelskiego Oddziału Związku Literatów Polskich. Był obecny przy tworzeniu się Grupy Literackiej A4.
Jego debiut książkowy to zbiór wierszy „Zaczyn” (1983), wydany przez Krasnostawski Dom Kultury z inicjatywy grupy literackiej „Słowo”.
Napisał i opublikował w prasie regionalnej i krajowej ponad 600 wierszy, szkiców, esejów i recenzji. Jego utwory zamieszczano w kilkunastu antologiach i almanachach. Uczestnicząc w konkursach literackich, został nagrodzony ponad 20 razy, w tym parokrotnie nagrodami ogólnokrajowymi - m.in. I nagrodą w konkursie im. Edwarda Szymańskiego w Szczecinie w 1994.

## Publikacje

### Zbiory poezji
- Zaczyn (1983);
- Żywica (1986);
- Trochę inny świat (1988);
- Echa i szepty (1990);
- Zadziwienie (1992);
- W matni (1995);
- Kromka nadziei (1995);
- Blask życia (1998);
- Na krawędzi błękitu (1999);
- Krzesiwo (2001);
- Perły i korale (2004);
- Rozgawędziło się serce (2006);
- Krople słońca (2009);
- Pod skrzydłami orła (2010);
- U źródła (2011);
- Zapach jaśminu (2012);
- Jesienne Głosy słyszę w dali (2014).

### Eseje, wspomnienia
- Wywierzysko (2006);
- Inny czas (2007);
- Listki moich wspomnień (2008).

## Nagrody
- Odznaka za zasługi dla województwa zamojskiego (1987);
- Twórca Kultury 2008 – za upowszechnianie kultury powiatu krasnostawskiego – Starosta Krasnostawski (2008);
- Twórca Kultury 2009 – za upowszechnianie kultury i życia artystycznego powiatu krasnostawskiego w Regionie Lubelskim – Starosta Krasnostawski i Marszałek Województwa Lubelskiego (2009);
- Nagroda honorowa im. Anny Kamieńskiej za całokształt twórczości – KDK Krasnystaw (2009).
- Złoty Wawrzyn Literacki (2011);
- Zasłużony dla Województwa Lubelskiego (2013).